# SINGLES (LUNA SEA의 음반)
《SINGLES》는 1997년 12월 17일에 발매된 LUNA SEA의 첫 베스트 앨범이다.

## 개요
앨범 제목처럼 밴드의 1993년부터 1996년까지의 싱글 8 작품과 커플링곡을 포함한 전곡이 리마스터링되어 있다. Disc 1에는 A면, Disc 2에는 커플링이 수록되어 있다. 그러나, 「MOTHER (Single Version)」의 커플링 인 'Dejavu (Live Version)'은 미수록. 원래 앨범에 다른 믹스로 수록되어 있던 곡이 전부 싱글 버전으로 수록되어 있다.
마스터링은 故 조지 마리노 (George Marino)가 담당.

## 수록곡
- 전체 작사 ・ 작곡 ・ 편곡：LUNA SEA

### DISC 1
1. BELIEVE
1st 싱글.
2. IN MY DREAM (WITH SHIVER)
2nd 싱글.
3. ROSIER
3rd 싱글.
4. TRUE BLUE
4th 싱글.
5. MOTHER
5th 싱글.
6. DESIRE
6th 싱글.
7. END OF SORROW
7th 싱글.
8. IN SILENCE
8th 싱글.

### DISC 2
1. Claustrophobia
1st 싱글 「BELIEVE」수록곡.
2. SLAVE
2th 싱글 「IN MY DREAM (WITH SHIVER)」수록곡. 베스트 앨범 「LUNA SEA COMPLETE BEST」수록 버전과는 약간 차이가 있으며, 곡의 맨 처음에 음량은 작지만 SE가 추가되어 있으며, 곡의 여운이 약간 길다.
3. RAIN
3rd 싱글 「ROSIER」수록곡.
4. FALLOUT
4th 싱글 「TRUE BLUE」수록곡.
5. LUV U
6th 싱글 「DESIRE」수록곡.
6. TWICE
7th 싱글 「END OF SORROW」수록곡.
7. Ray
8th 싱글 「IN SILENCE」수록곡.

## 자료출처
1. 일본 위키백과 : LUNA SEA의 SINGLES 항목